# لنگز کورنرز (ویسکانسین)
لنگز کورنرز (به انگلیسی: Langes Corners) یک منطقهٔ مسکونی در ایالات متحده آمریکا است که در شهرستان براون، ویسکانسین واقع شده‌است. لنگز کورنرز ۲۶۶٫۰۹ متر بالاتر از سطح دریا واقع شده‌است.